# Wireless Local Area Network
Wireless Local Area Network [ˈwaɪəlɪs ləʊkl ˈɛəɹɪə ˈnɛtwɜːk] (englisch für drahtloses lokales Netzwerk, kurz  WLAN [ˈweːlaːn] – Schreibweise laut Duden – oder Wireless LAN) bezeichnet ein lokales Funknetz, wobei meist ein Standard der IEEE-802.11-Familie gemeint ist. Technisch bezeichnen WLAN und Wi-Fi zwei verschiedene Dinge: WLAN bezeichnet das Funknetzwerk, Wi-Fi hingegen die Zertifizierung durch die Wi-Fi Alliance anhand des IEEE-802.11-Standards.
Im Gegensatz zum Wireless Personal Area Network (WPAN) haben WLANs größere Sendeleistungen und Reichweiten und bieten im Allgemeinen höhere Datenübertragungsraten. WLANs stellen Anpassungen der Schicht 1 und 2 des OSI-Referenzmodells dar, wohingegen in WPANs z. B. über eine im Netzwerkprotokoll vorgesehene Emulation der seriellen Schnittstelle und PPP beziehungsweise SLIP eine Netzverbindung aufgebaut wird. Bei WLAN wird heute meist das Modulationsverfahren OFDM verwendet.
In diesem Artikel werden vorrangig die lizenzfreien Standards und Frequenzbänder behandelt.

## Betriebsarten
WLANs können – je nach Hardwareausstattung und Bedürfnissen der Betreiber – in verschiedenen Modi betrieben werden:

### Infrastruktur-Modus
Der Infrastruktur-Modus ähnelt im Aufbau dem Mobilfunknetz: Ein Wireless Access Point, oft in Form eines Routers, übernimmt die Koordination aller Clients und sendet in einstellbaren Intervallen (üblicherweise zehnmal pro Sekunde) kleine Datenpakete, sogenannte englisch „Beacons“ ‚Funkfeuer‘ („Funkbake“), an alle Stationen im Empfangsbereich. Die Beacons enthalten u. a. folgende Informationen:
- Netzwerkname („Service Set Identifier“, SSID)
- Liste unterstützter Übertragungsraten
- Art der Verschlüsselung

Dieses „Funkfeuer“ erleichtert den Verbindungsaufbau ganz erheblich, da die Clients lediglich den Netzwerknamen und optional einige Parameter für die Verschlüsselung kennen müssen. Gleichzeitig ermöglicht der ständige Versand der Beacon-Pakete die Überwachung der Empfangsqualität – auch dann, wenn keine Nutzdaten gesendet oder empfangen werden. Beacons werden immer mit der niedrigsten Übertragungsrate (1 MBit/s) gesendet, der erfolgreiche Empfang garantiert also noch keine stabile Verbindung mit dem Netzwerk.
Die SSID-Übermittlung (Broadcasting) lässt sich in der Regel deaktivieren, auch wenn das den eigentlichen Standard verletzt. Dadurch wird der drahtlose Zugangspunkt selbst unsichtbar. Die Clients stellen in dieser Variante jedoch aktiv die Verbindung her, indem sie, falls keine Verbindung besteht, jederzeit aktiv nach allen gespeicherten Netzwerknamen „versteckter“ Netze suchen. Problematisch ist dabei, dass diese Informationen leicht für einen Angriff auf die Endgeräte ausgenutzt werden können, indem durch den Angreifer die Anwesenheit des Access Point simuliert wird.
Da WLAN auf der Sicherungsschicht (Schicht 2 im OSI-Modell) dieselbe Adressierung wie Ethernet verwendet, kann über einen Wireless Access Point mit Ethernet-Anschluss leicht eine Verbindung zu kabelgebundenen Netzen (im WLAN-Jargon „Distribution System“, DS) hergestellt werden. Eine Ethernet-Netzwerkkarte kann folglich nicht unterscheiden, ob sie mit einer anderen Ethernet-Netzwerkkarte oder (über einen Access Point) mit einer WLAN-Karte kommuniziert. Allerdings muss zwischen 802.11 (WLAN) und 802.3 (Ethernet) konvertiert werden.
Der Aufbau großer WLANs mit mehreren Basisstationen und unterbrechungsfreiem Wechsel der Clients zwischen den verschiedenen Basisstationen ist im Standard vorgesehen. In der Praxis kommt es dabei allerdings zu Problemen:
- Die Frequenzbereiche der Basisstationen überlappen sich und führen zu Störungen.
- Da – anders als bei Mobilfunknetzen – die gesamte „Intelligenz“ im Client steckt, gibt es kein echtes Handover zwischen verschiedenen Basisstationen. Ein Client wird im Normalfall erst nach einer neuen Basisstation suchen, wenn der Kontakt zur vorherigen bereits abgebrochen ist.

Eine Lösung für dieses Problem steckt in der Verlagerung der Kontrollfunktionen in die Basisstationen beziehungsweise das Netzwerk: Eine zentrale Instanz kann Frequenzen, Sendeleistung besser steuern und z. B. einen Handover initiieren. Da die Basisstationen in einem solchen Szenario einen Teil ihrer Funktionalität verlieren und direkt mit der zentralen Instanz kommunizieren können müssen, wird an entsprechenden Geräteklassen (Lightweight Access Point) und Protokollen gearbeitet. Proprietäre Lösungen existieren bereits seit einigen Jahren, offene Standards (z. B. das Lightweight Access Point Protocol) sind dagegen immer noch in Arbeit. Diskussionen entzünden sich vor allem an der Frage, welches Gerät welche Funktionen übernehmen soll.

### Ad-hoc-Modus
Im Ad-hoc-Modus ist keine Station besonders ausgezeichnet, sondern alle sind gleichwertig. Ad-hoc-Netze lassen sich schnell und ohne großen Aufwand aufbauen, für die spontane Vernetzung weniger Endgeräte sind allerdings andere Techniken, wie Bluetooth, eher gebräuchlich.
Die Voraussetzungen für den Ad-hoc-Modus sind dieselben wie für den Infrastruktur-Modus: Alle Stationen benutzen denselben Netzwerknamen („Service Set Identifier“, SSID) und optional dieselben Einstellungen für die Verschlüsselung. Da es in einem Ad-hoc-Netz keine zentrale Instanz (Access Point) gibt, muss deren koordinierende Funktion von den Endgeräten übernommen werden.
Eine Weiterleitung von Datenpaketen zwischen den Stationen ist nicht vorgesehen und in der Praxis auch nicht ohne Weiteres möglich, denn im Ad-hoc-Modus werden keine Informationen ausgetauscht, die den einzelnen Stationen einen Überblick über das Netzwerk geben könnten.
Aus diesen Gründen eignet sich der Ad-hoc-Modus nur für eine sehr geringe Anzahl von Stationen, die sich wegen der begrenzten Reichweite der Sender zudem physisch nahe beieinander befinden müssen. Ist das nicht der Fall, kann es vorkommen, dass eine Station nicht mit allen anderen Stationen kommunizieren kann, da diese schlicht kein Signal mehr empfangen.
Um dieses Problem zu beheben, können die teilnehmenden Stationen mit Routing-Fähigkeiten ausgestattet werden, so dass sie in der Lage sind, Daten zwischen Geräten weiterzuleiten, die sich nicht in Sendereichweite zueinander befinden.
Erhebung und Austausch von Routing-Informationen ist Teil der Aufwertung eines Ad-hoc-Netzwerks zum mobilen Ad-hoc-Netzwerk: Softwarekomponenten auf jeder Station sammeln Daten (z. B. zur „Sichtbarkeit“ anderer Stationen, Verbindungsqualität), tauschen sie untereinander aus und treffen Entscheidungen für die Weiterleitung der Nutzdaten. Die Forschung in diesem Bereich ist noch nicht abgeschlossen und hat neben einer langen Liste von experimentellen Protokollen (AODV, OLSR, MIT RoofNet, B.A.T.M.A.N. etc.) und Standardisierungsvorschlägen (Hybrid Wireless Mesh Protocol, 802.11s) auch einige kommerzielle Lösungen (z. B. Adaptive Wireless Path Protocol von Cisco) hervorgebracht. Siehe in diesem Zusammenhang auch: Freies Funknetz.

### Wireless Distribution System (WDS) und Repeating
Zur Reichweitenerhöhung bestehender Funknetze beziehungsweise Verbindung kabelgebundener Netze via Funk (Wireless Bridging) existieren verschiedene Methoden → siehe Wireless Distribution System.

## Frequenzen
In Deutschland ist für die Frequenzvergabe die Bundesnetzagentur (BNetzA) zuständig, in Österreich die Rundfunk und Telekom Regulierungs-GmbH (RTR), in der Schweiz das Bundesamt für Kommunikation (BAKOM). Die nationalen Behörden richten sich nach übergeordneten Behörden wie dem ETSI in Europa und international nach der ITU.
Die Frequenzzuteilungen im 2,4-GHz-Band und im 5-GHz-Band sind für Deutschland der Webseite der BNetzA und für Österreich der Webseite der RTR zu entnehmen.

### Von den Standards benutzte Frequenzen
Für drahtlose Netzwerke sind bisher zwei lizenzfreie Frequenzblöcke aus den ISM-Bändern freigegeben worden:
| IEEE Standard | IEEE Standard     | IEEE Standard      | IEEE Standard      | Frequenzblock             | Frequenzblock     | Anzahl nutzbare Kanäle                 | Bandbreite [MHz]                       | überlappungsfrei nutzbare Kanäle           | überlappungsfrei nutzbare Kanäle                         |
| IEEE Standard | IEEE Standard     | IEEE Standard      | IEEE Standard      | [MHz]                     | Kanäle            | Anzahl nutzbare Kanäle                 | Bandbreite [MHz]                       | Anzahl                                     | Kanäle                                                   |
| ------------- | ----------------- | ------------------ | ------------------ | ------------------------- | ----------------- | -------------------------------------- | -------------------------------------- | ------------------------------------------ | -------------------------------------------------------- |
| 802.11b       | 802.11b           | 802.11b            | 802.11b            | 2400–2483,5               | 1–14              | 13 in Europa 14 in Japan 11 in den USA | 022                                    | 03 in Europa 04 in Japan 03 in den USA     | Europa: 1, 6, 11 Japan:a 1, 6, 11, 14 USA:ipa 1, 6, 11   |
| 802.11g       | 802.11n (Wi-Fi 4) |                    | 802.11ax (Wi-Fi 6) | 2400–2483,5               | 1–14              | 13 in Europa 13 in Japan 11 in den USA | 020                                    | 04 in Europa 04 in Japan 03 in den USA     | Europa: 1, 5, 9, 13 Japan:a 1, 5, 9, 13 USA:ipa 1, 6, 11 |
|               | 802.11n (Wi-Fi 4) | 040 *A*            | 802.11ax (Wi-Fi 6) | 2400–2483,5               | 1–14              | 13 in Europa 13 in Japan 11 in den USA | 02 in Europa 02 in Japan 01 in den USA | Europa: 3, 11 Japan:a 3, 11 USA:ipa 3      |                                                          |
| 802.11a       | 802.11n (Wi-Fi 4) | 802.11ac (Wi-Fi 5) | 802.11ax (Wi-Fi 6) | 5150–5350 und 5470–5725,0 | 36–64 und 100–140 | 19 in Europa 19 in Japan 16 in den USA | 020                                    | 19 in Europa *B* 19 in Japan 16 in den USA |                                                          |
|               | 802.11n (Wi-Fi 4) | 802.11ac (Wi-Fi 5) | 802.11ax (Wi-Fi 6) | 5150–5350 und 5470–5725,0 | 36–64 und 100–140 | 19 in Europa 19 in Japan 16 in den USA | 040                                    | 09 in Europa *B* 09 in Japan               |                                                          |
|               | 080               | 802.11ac (Wi-Fi 5) | 802.11ax (Wi-Fi 6) | 5150–5350 und 5470–5725,0 | 36–64 und 100–140 | 19 in Europa 19 in Japan 16 in den USA | 04 in Europa *B*                       |                                            |                                                          |
| 160           | 02 in Europa *B*  | 802.11ac (Wi-Fi 5) | 802.11ax (Wi-Fi 6) | 5150–5350 und 5470–5725,0 | 36–64 und 100–140 | 19 in Europa 19 in Japan 16 in den USA |                                        |                                            |                                                          |

### Überlappungsfreie Kanäle und Spektralmasken

Überlappungsfreie Kanäle im 2,4-GHz-Band

Spektralmasken für 802.11a/b/g/n

### Datendurchsatz auf Anwendungsebene

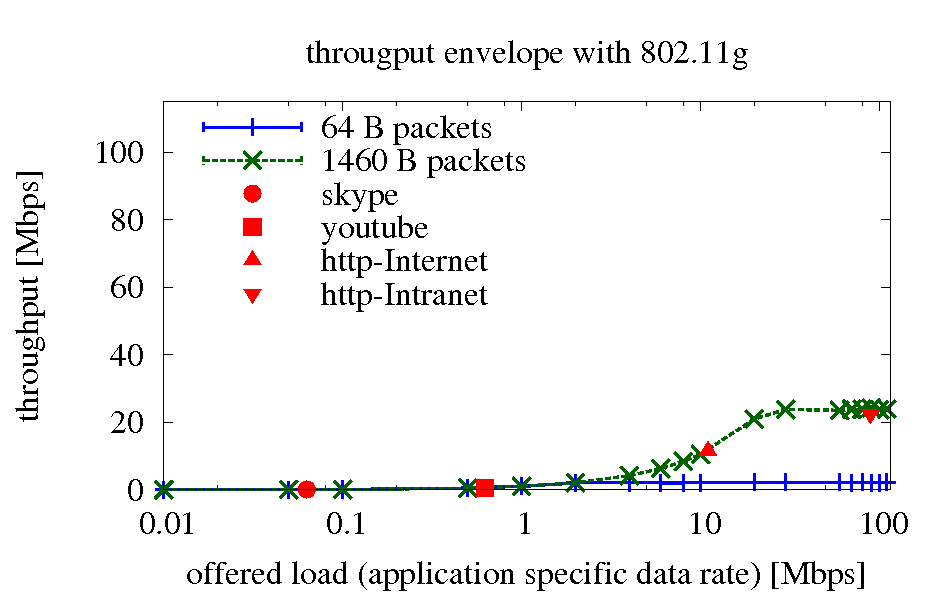
Gemessener applikationsspezifischer UDP-Datendurchsatz mit 802.11g

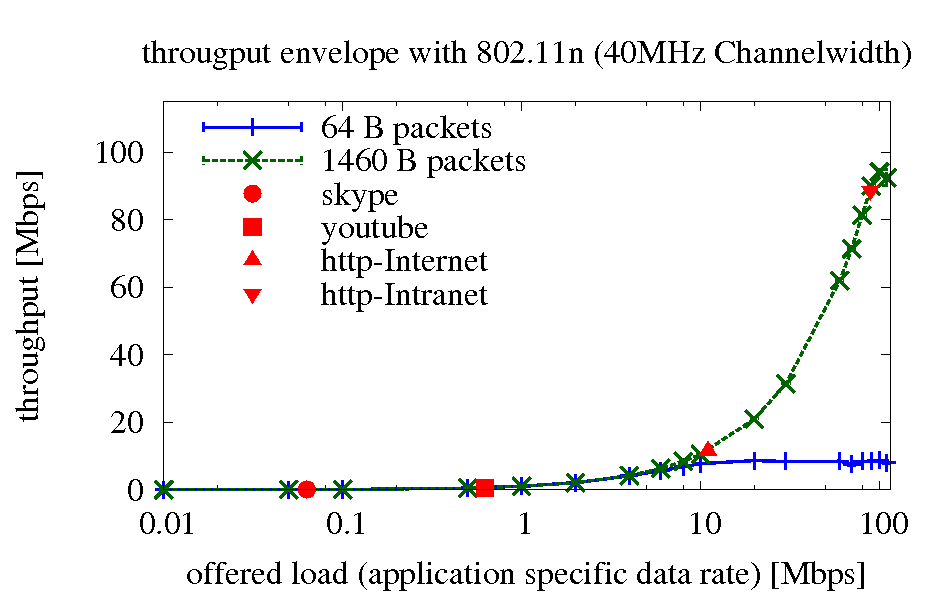
Gemessener applikationsspezifischer UDP-Datendurchsatz mit 802.11n (40 MHz Bandbreite)